# Josep Maria Caparrós Lera
Josep Maria Caparrós Lera (Barcelona, 28 de desembre de 1943 - Barcelona, 18 de març de 2018) va ser un historiador i crític cinematogràfic, fundador del Centre d'Investigacions Film-Història de la Universitat de Barcelona el 1983, i un dels pioners en la introducció dels estudis cinematogràfics a la universitat. Catedràtic d'Història Contemporània i Cinema a la Universitat de Barcelona i membre de l'Acadèmia de les Arts i les Ciències Cinematogràfiques d'Espanya, va deixar més de 40 llibres relacionats amb la història del cinema i va impartir cursos en universitats dels Estats Units i Anglaterra.
Deixeble de Miquel Porter i Moix, que va ser el primer catedràtic de cinema de la UB, Ángel Luis Os i Marc Ferro, va impulsar l'assignatura Història Contemporànea i Cinema el curs acadèmic 1995-96, aprofitant un canvi del pla d'estudis. De seguida universitats espanyoles i estrangeres van fer assignatures similars, com la Universitat del País Basc, la Universitat de Granada, la Universitat de Santiago de Xile i la Universitat Finis Terrae, que van seguir l'esquema del professor Caparrós sobre la base del seu manual 100 pel·lícules sobre Historia Contemporània (1997). Per aquest motiu aquest mateix any, la revista Anthropos va publicar un monogràfic sobre el seu treball pioner en les relacions entre la Història i el Cinema.
Destacà en la investigació sobre el cinema i la història sobretot en la Segona República i la guerra civil espanyola. Entre els seus llibres publicats destaca Arte y Política en el cine de la República (1981), El cine español bajo el régimen de Franco (1983), El cine español de la democracia. De la muerte de Franco al cambio socialista (1992), La guerra de Vietnam, entre la historia y el cine (1998), Breve historia del cine americano. De Edison a Spielberg, La cuestión irlandesa y el IRA: una visión a través del cine (2003), La Pantalla Popular. El cine español durante el Gobierno de la derecha (2005), Historia del cine español (2007), Historia del cine mundial (2009), El cine español durante el Gobierno de Zapatero (2017) i El pasado como presente (2017). L'últim llibre en el que va treballar va ser Las películas que vio Franco (2018), escrit braç a braç amb Magí Crusells, amb pròleg de Paul Preston i epíleg d'Andreu Mayayo.